# Ashikaga Yoshinori
Ashikaga Yoshinori (足利 義教, Ashikaga Yoshinori), (13 juin 1394-24 juin 1441) a été le sixième des shoguns Ashikaga de la période Muromachi de l'histoire du Japon. Yoshinori était le fils du troisième shogun, Yoshimitsu Ashikaga.
Après la mort du cinquième shogun, Ashikaga Yoshikazu, en 1425, le quatrième shogun, Ashikaga Yoshimochi, père de Yoshikazu et frère de Yoshinori, ne désigne pas de successeur. Yoshimochi meurt en 1428, et l'année suivante Yoshinori devient seii yaishogun choisi par tirage au sort devant le Iwashimizu Hachiman-gū à Kyoto pour résoudre l'épineux problème de la succession.
Yoshinori renforce le pouvoir du shogunat en battant Ashikaga Mochiuji lors de la guerre d'Eikyō en 1438.
Il est assassiné en 1441 par Akamatsu Mitsusuke. Son fils Yoshikatsu lui succède l'année suivante en tant que septième shogun Ashikaga, mais le pouvoir shogunal tombe dans le déclin.
La tombe de Yoshinori est conservée au temple Sosen-ji à Osaka.

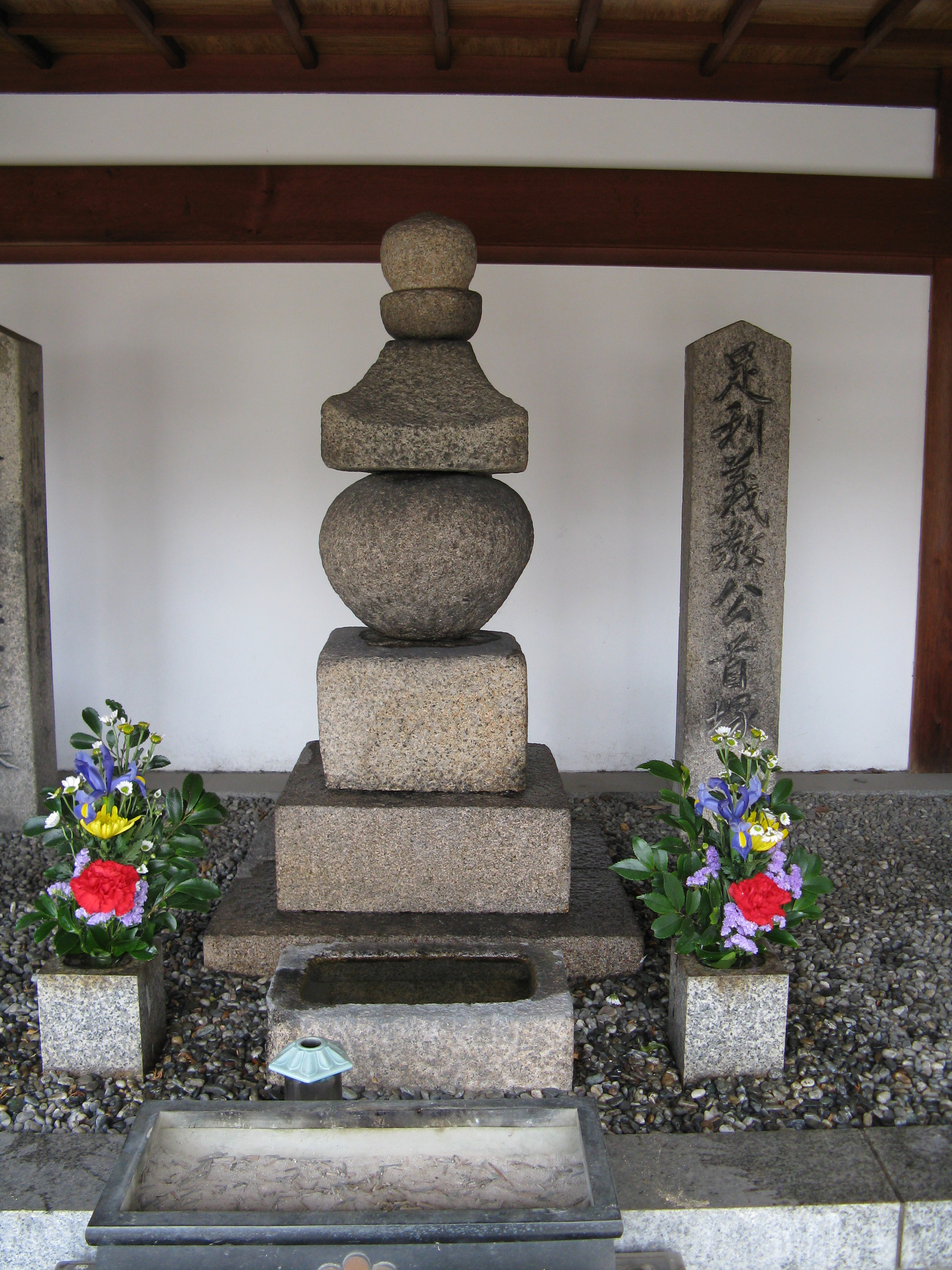
Tombe d'Ashikaga Yoshinori (temple Sosen-ji, Osaka).